# Xotla
Xotla är en ort i Mexiko.   Den ligger i kommunen Tlaltetela och delstaten Veracruz, i den sydöstra delen av landet, 260 km öster om huvudstaden Mexico City. Xotla ligger 202 meter över havet och antalet invånare är 354.
Terrängen runt Xotla är platt åt nordost, men åt sydväst är den kuperad. Xotla ligger nere i en dal. Runt Xotla är det ganska tätbefolkat, med 56 invånare per kvadratkilometer. Närmaste större samhälle är Rinconada, 5,4 km nordost om Xotla. Omgivningarna runt Xotla är en mosaik av jordbruksmark och naturlig växtlighet.